# Stephanocaryum
- Commons
- Wikispecies

Stephanocaryum é um gênero de plantas pertencente à família Boraginaceae.

## Espécies
Estão descritas as seguintes espécies:
- Stephanocaryum dschagastanicum (Regel) O. D. Nikif.
- Stephanocaryum olgae (B. Fedtsch.) Popov
- Stephanocaryum popovii Kamelin